# Jakovci Netretićki
Jakovci Netretićki is een plaats in de gemeente Netretić in de Kroatische provincie Karlovac. De plaats telt 22 inwoners (2001).